# 鄭氏玉琮
貞淑皇太后（越南语：／，？—？（某年農曆六月二十九）），名鄭氏玉琮（越南语：／），越南後黎朝皇太后。黎莊宗妻子、黎中宗之母。
黎氏玉琮是清華處雷陽縣水注社人，在黎莊宗為帝時未被提及。1548年黎莊宗去世，十四歲的黎暄在清華繼位，改元順平，是為黎中宗，後尊母親鄭氏玉琮為皇太后，是為貞淑皇太后，某年七月二十日去世。